# Puntagorda
Puntagorda es un municipio español situado en el noroeste de la isla canaria de La Palma, perteneciente a la provincia de Santa Cruz de Tenerife. Cuenta con una población de 2293 habitantes (INE 2022). 

## Geografía
Tiene una extensión de 31,10 km². Su altitud es de 600 metros sobre el nivel del mar y tiene una longitud de costa de 8,80 km. Es el municipio más occidental de la isla, se encuentra delimitado al norte por el barranco de Izcagua, que lo separa del municipio de Garafía, al sur linda con Tijarafe por medio del Barranco de Garome.
|                         | Norte: Garafía |               |
| Oeste: Océano Atlántico |                | Este: El Paso |
|                         | Sur: Tijarafe  |               |

### Monumento natural de la Costa de Hiscaguán
La erosión marina ha esculpido unos espectaculares acantilados en la costa norte, que es la parte geológicamente más antigua de la isla. En ellos se refugian algunas aves amenazas como el halcón tagorote. También destaca la llamada flora rupícola (es decir, la que vive en los riscos), además de algunas espectaculares muestras de tabaibales y cardonales.
Se divide entre los municipios de Puntagorda y Garafía con una superficie total de 253,3 hectáreas.

## Cultura

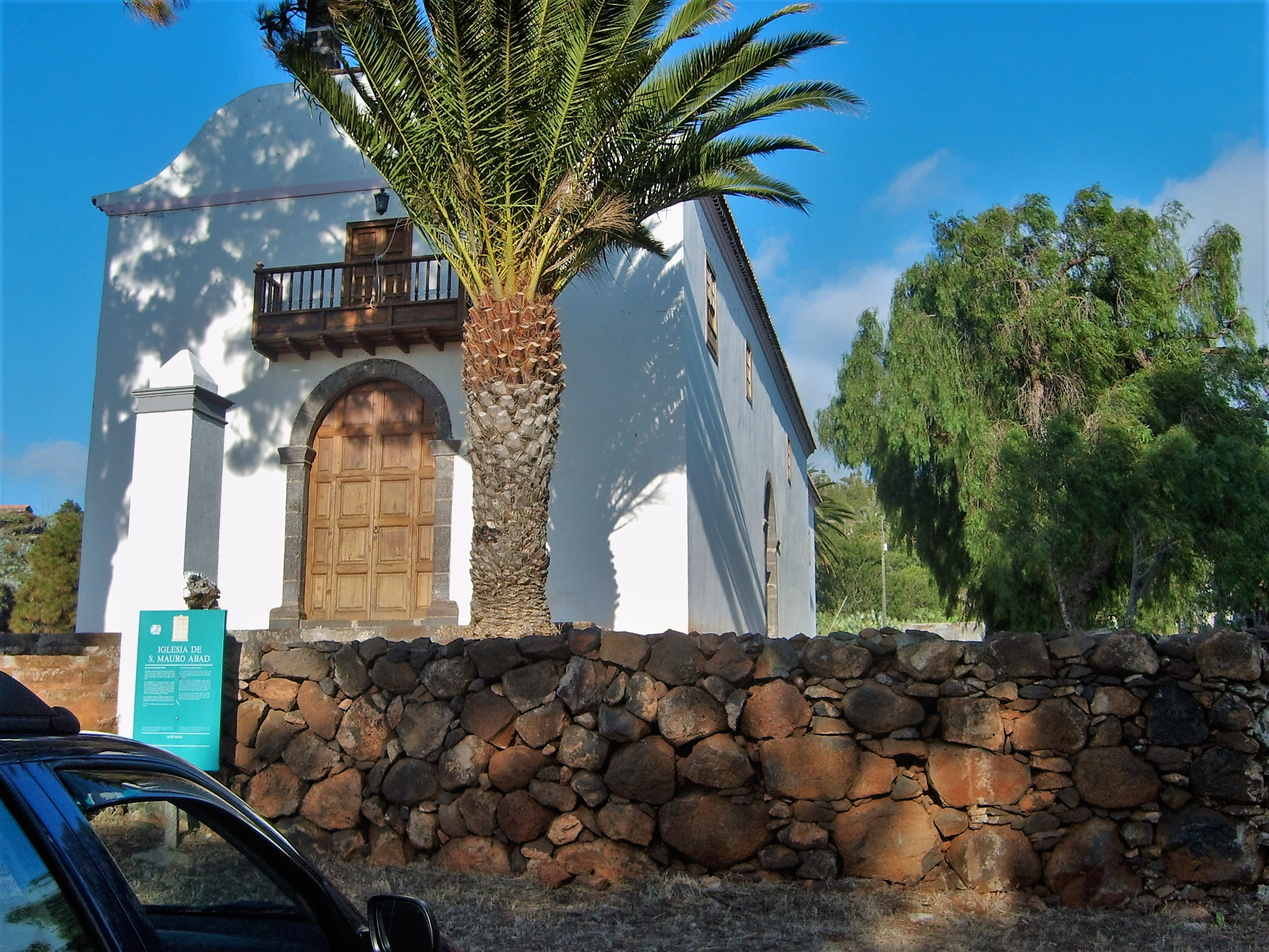
Ermita de San Mauro

La iglesia de San Mauro Abad y su casa parroquial están declaradas Bien de Interés Cultural. Está situada en la parte baja del municipio.
En el mes de febrero se celebran las fiestas del almendro en flor, en el mes de junio, después se encuentra la fiesta del Roque, y la fiesta de agosto, en honor al patrón del pueblo.

## Demografía
Puntagorda cuenta con una población de 2355 habitantes (INE 2024).
| Gráfica de evolución demográfica de Puntagorda entre 1842 y 2021                                                    |
| |
| Población de derecho según los censos de población del INE Población de hecho según los censos de población del INE |

| Nacionalidad | Hombres | Mujeres | Total | %      | Proporción |
| ------------ | ------- | ------- | ----- | ------ | ---------- |
| Española     | 839     | 807     | 1646  | 71.7 % |            |
| Extranjera   | 321     | 326     | 647   | 28.2 % |            |

La población del municipio está muy diseminada, mayoritariamente en casas campesinas aisladas. No obstante, se distinguen los núcleos de Puntagorda, El Pinar, El Roque, El Pino y Fagundo.
Puntagorda es el municipio de la isla con mayor proporción de población extranjera residiendo en su territorio.
| Año  | Población | Densidad  |
| ---- | --------- | --------- |
| 1991 | 1802      | 57,95/km² |
| 1996 | 1798      | 57,81/km² |
| 2001 | 1675      | 54,03/km² |
| 2002 | 1823      | 58,62/km² |
| 2003 | 1789      | 57,52/km² |
| 2004 | 1708      | 54,91/km² |
| 2006 | 1962      | 63,00/km² |
| 2007 | 1974      | 63,47/km² |
| 2008 | 1955      | 62,86/km² |
| 2009 | 2108      | 67,78/km² |

### Población por núcleos

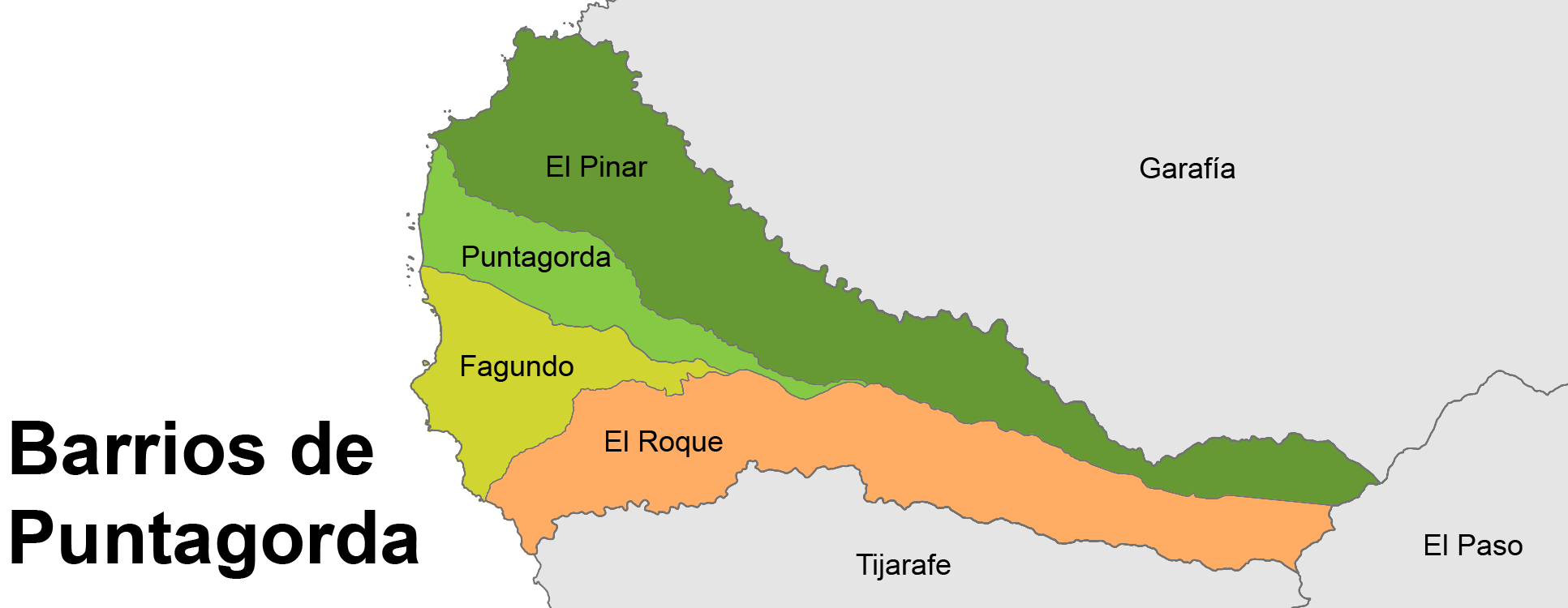
Barrios de Puntagorda

| Núcleos    | Habitantes (2021) | Varones | Mujeres |         |     |     |     |
| ---------- | ----------------- | ------- | ------- | ------- | --- | --- | --- |
| Núcleos    | Habitantes (2021) | Varones | Mujeres | Fagundo | 343 | 182 | 161 |
| El Pinar   | 1144              | 586     | 558     |         |     |     |     |
| Puntagorda | 541               | 258     | 283     |         |     |     |     |
| El Roque   | 206               | 107     | 99      |         |     |     |     |

## Economía
Puntagorda es un municipio primordialmente rural dedicado al sector primario. Tradicionalmente los cultivos de secano han sido dominantes en el municipio, especialmente almendras, vid y trigo. En el siglo XX se impulsaron los cultivos de regadío. El municipio cuenta con un Mercadillo del Agricultor, donde estos venden directamente los productos de la huerta a los consumidores.
El turismo rural ha tenido cierto auge en la zona recientemente, pero sin relevar a la agricultura como motor económico.

## Administración y política
Actualmente el municipio está gobernado por el Partido Socialista Obrero Español, con Vicente Rodríguez Lorenzo a la cabeza. 
El Ayuntamiento está conformado por 11 concejales. A continuación se muestra una tabla con los resultados electorales en Puntagorda desde las elecciones municipales del 2007 hasta las del 2023.
| Partido político | Partido político                         | 2007   | 2011   | 2015   | 2019   | 2023   |
| Partido político | Partido político                         | Ediles | Ediles | Ediles | Ediles | Ediles |
|                  | Partido Socialista Obrero Español (PSOE) | 7      | 8      | 10     | 8      | 8      |
|                  | Coalición Canaria (CC)                   | 2      | 3      | —      | 3      | 2      |
|                  | Partido Popular (PP)                     | 0      | —      | 1      | —      | 1      |

## Servicios

### Transporte y comunicaciones
El municipio cuenta con servicio de taxi y está comunicado con las siguientes líneas insulares de guagua:
| Línea | Trayecto                                | Recorrido     |
| ----- | --------------------------------------- | ------------- |
| 110   | Puntagorda – Los Llanos                 | Horario/Línea |
| 120   | Puntagorda – Santo Domingo – Barlovento | Horario/Línea |
| 126   | Puntagorda – Briesta – El Tablado       | Horario/Línea |